# Battaglia di Komaki e Nagakute
La battaglia di Komaki e Nagakute (小牧・長久手の戦い?, Komaki-Nagakute no Tatakai) fu una serie di battaglie avvenute nel 1584 tra Hashiba Hideyoshi (che diverrà Toyotomi Hideyoshi nel 1586) e l'alleanza tra Oda Nobukatsu e Tokugawa Ieyasu. Sia Hideyoshi che Ieyasu servirono Oda Nobunaga e non ebbero attriti tra loro; questo fu nei fatti il loro unico periodo di ostilità. Nonostante questo episodio della storia sia comunemente ricordato per le sue due più grandi e importanti battaglie, l'evento è spesso chiamato campagna di Komaki (小牧の役 Komaki no Eki).

## Antefatti
Nel 1583, con la battaglia di Shizugatake, Hideyoshi sostenne Nobukatsu, secondo figlio di Oda Nobunaga, e sconfisse Shibata Katsuie, il quale sosteneva il terzo figlio di Nobunaga, Nobutaka. Dopo aver vinto la battaglia, Hideyoshi invitò Nobukatsu e altri generali alla sua residenza nel castello di Osaka che era stato completato l'anno stesso; il motivo dell'invito fu per rendere omaggio a Hideyoshi, che sperava di mutare i ruoli tra lui e Nobukatsu a favore del primo. Tuttavia Nobukatsu ignorò gli obblighi verso Hideyoshi e non andò al castello di Osaka. Hideyoshi offrì riconciliazione a tre importanti servitori di Nobukatsu (Tsugawa Yoshifuyu, Okada Shigetaka e Azai Nagatoki), il che fece pensare che il loro supporto fosse cambiato a favore di Hideyoshi. Questo portò Nobukatsu a sospettare dei tre uomini, il quale li fece giustiziare. Tali azioni diedero il pretesto a Hideyoshi per attaccare Nobukatsu e quest'ultimo chiese aiuto a Ieyasu. Il giorno seguente, quando Ieyasu mise in campo le sue forze iniziò la battaglia tra Hideyoshi e l'alleanza Nobukatsu-Tokugawa.

## Successione degli eventi
La prima di queste battaglia fu combattuta attorno al monte Komaki e prese il nome di "battaglia di Komaki". Il resto delle battaglie furono combattute presso Nagakute e che diede il nome moderno del conflitto.

### Battaglia di Haguro

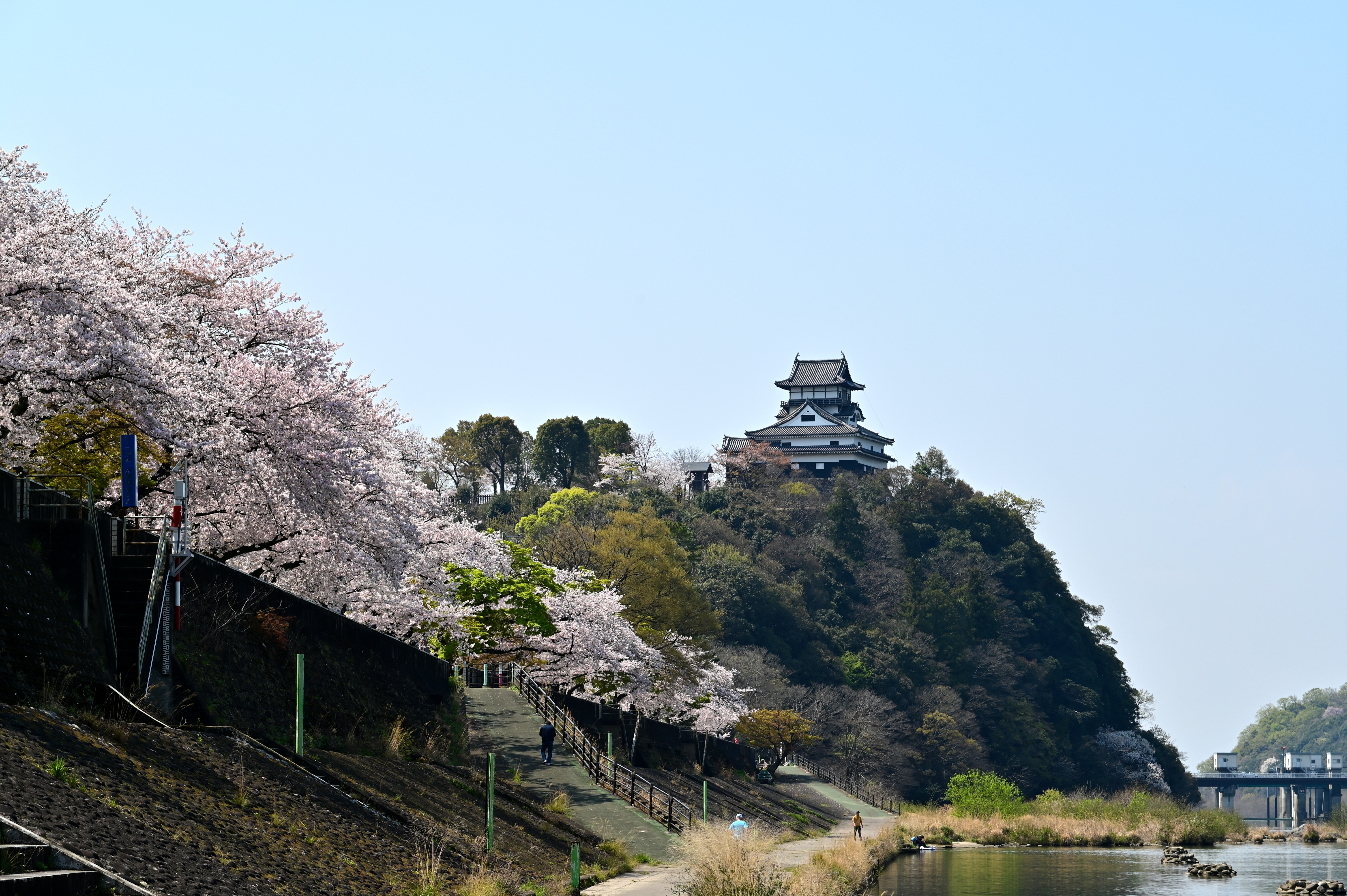
lo di Inuyama, costruito su una scogliera

Il tredicesimo giorno del terzo mese, Ieyasu arrivò al castello di Kiyosu . Lo stesso giorno samurai del clan Oda guidati da Ikeda Tsuneoki si schierarono con Hideyoshi e conquistarono il castello di Inuyama, che era stato costruito da Oda Nobunaga. Ieyasu fu sconvolto nell'apprendere la notizia e si precipitò al castello di Inuyama, arrivando due giorni dopo. Nello stesso momento, Mori Nagayoshi (fratello di Mori Ranmaru, che morì nell'incidente di Honnō-ji con Nobunaga) cercò di conquistare il castello di Kiyosu. Nonostante il feroce fuoco degli archibugi degli uomini di Mori, Sakai Tadatsugu riuscì a fiancheggiare e attaccare Mori dal retro. Mori fuggì, dopo aver subito tremila perdite.
Il sedicesimo giorno del mese, le forze di supporto al castello di Inuyama arrivarono a Haguro. Tuttavia Ieyasu conosceva già le mosse del nemico e ordinò a Sakai Tadatsugu e Sakakibara Yasumasa di guidare 5 000 uomini verso Haguro la sera stessa. La mattina seguente gli uomini di Tadatsugu lanciarono un attacco a sorpresa contro Nagayoshi, le cui truppe riuscirono a malapena a fuggire. Il giorno diciotto, senza aver paura di eventuali nemici, Ieyasu prese il controllo del castello di Inuyama e completò le difese che gli uomini di Tsunneoki avevano iniziato. Ieyasu stabilì nel castello di Komakiyama il suo quartier generale.

### Sortita nel Mikawa

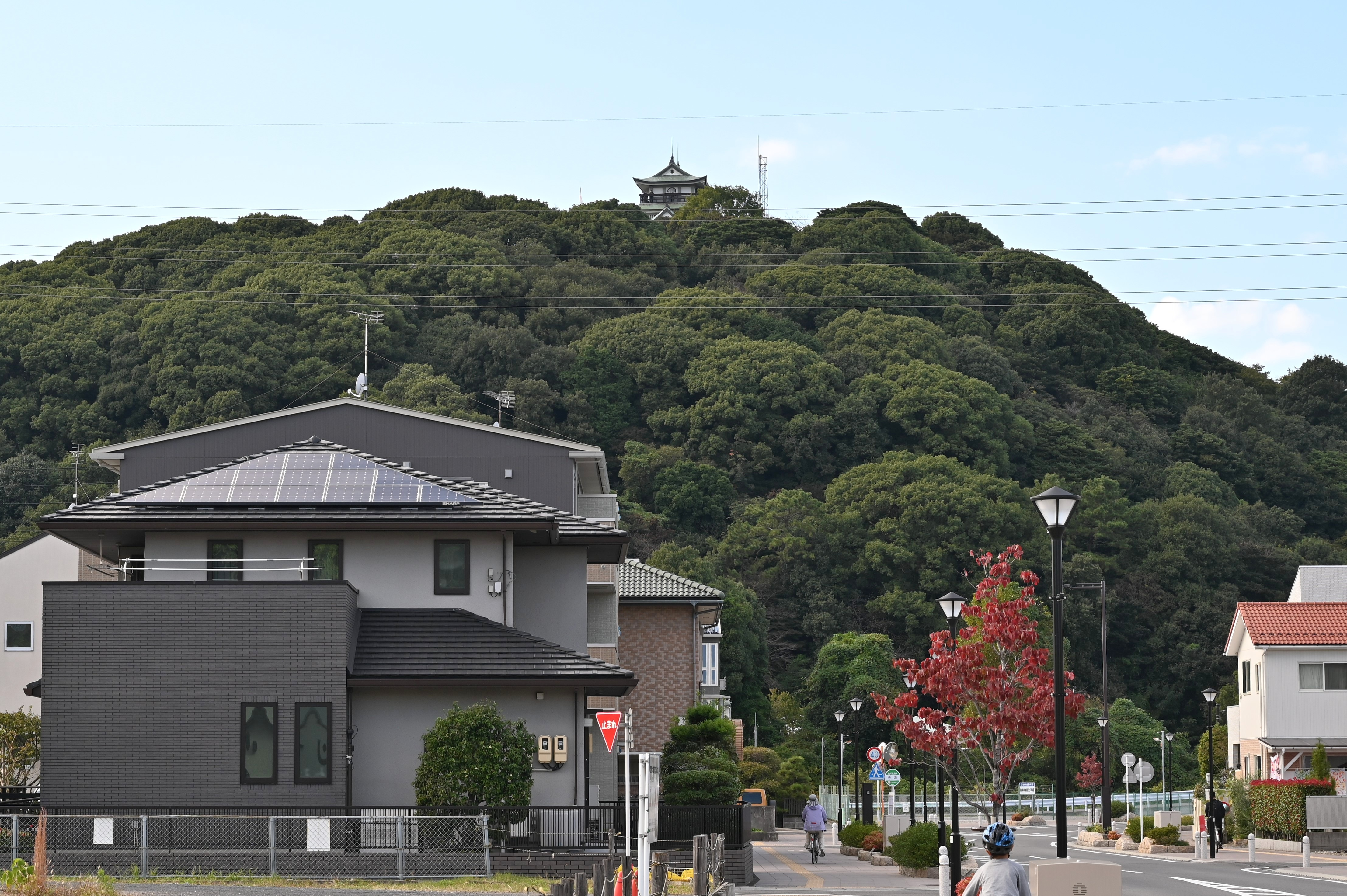
Castello di Komaki, situato sul monte Komaki

Hideyoshi e le sue truppe lasciarono il castello di Osaka il giorno ventuno del mese, e arrivarono al castello di Inuyama il ventisette, e a Gakuden (oggi Inuyama) il primo giorno del mese seguente dove stabilì il suo quartier generale. Erano circa 80 000 gli uomini sotto il comando di Hideyoshi. Ora tutto era pronto per lo scontro diretto, ma nessuno prendeva l’iniziativa. La paura era quella di commettere l’errore di Katsuyori a Nagashino: un attacco frontale contro una posizione troppo fortificata. La situazione di stallo iniziò a spazientire i samurai Toyotomi e fu Ikeda Tsuneoki, il conquistatore di Inuyama, a suggerire una nuova mossa. Visto che la maggior parte delle forze di Ieyasu erano davanti a loro suggerì d'invadere la provincia dei Tokugawa, Mikawa, che probabilmente era poco protetta. La speranza fu che Ieyasu abbandonasse le sue posizioni per tornare a difendere la sua provincia principale.
Ikeda Tsuneoki si mise in marcia al comando di una forza di 20 000 effettivi che fu suddivisa in quattro divisioni così ripartite: all’avanguardia, Ikeda Tsuneoki con 6 000 uomini; divisione di 3 000 uomini sotto Mori Nagayoshi; divisione di 3 000 uomini sotto Hori Hidemasa; alla retroguardia, Hashiba Hidetsugu con altri 8 000 uomini.

### Battaglia del castello di Iwasaki

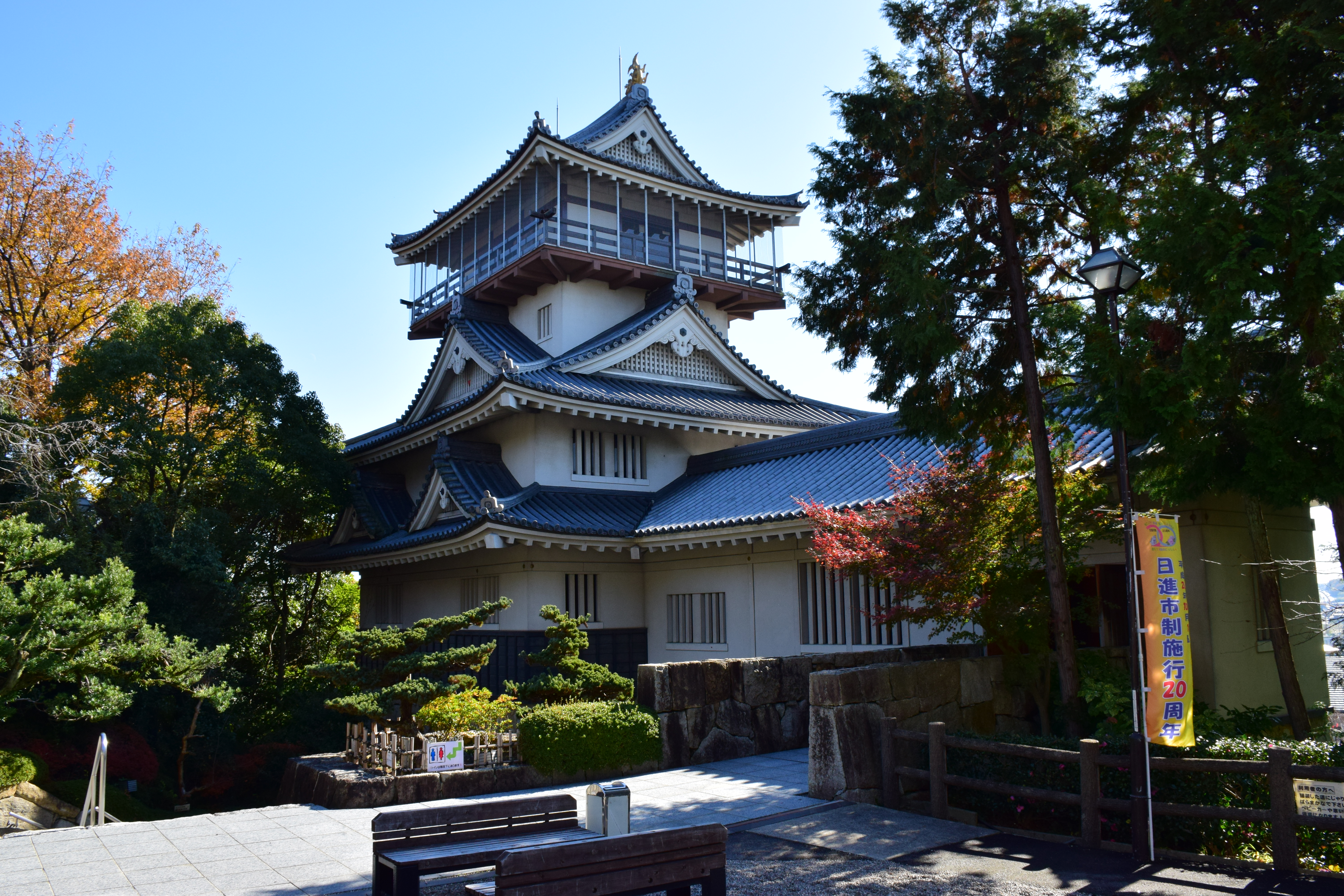
Castello di Iwasaki

La battaglia del castello di Iwasaki fu combattuta dalle forze di Niwa Ujishige e Ikeda Tsuneoki.
Il settimo giorno del mese Ieyasu scoprì l'accampamento di Hidetsugu a Shinogi (oggi Kasugai) tramite le informazioni avute da agricoltori della provincia di Iga. Ieyasu lasciava Komaki, affidando la difesa a una forza mista (Tokugawa e Oda) di 6 500 uomini, e si lanciò all'inseguimento delle forze Toyotomi. Entrò nel castello di Obata (oggi Nagoya) il giorno successivo e scelse di accamparsi per la sera. All'inizio della mattina successiva, inviò entrambe le forze del clan Niwa e di Sakakibara Yasumasa a inseguire Hidetsugu. Hidetsugu riprese la sua marcia all'ottavo giorno dopo aver sentito l'ingresso di Ieyasu al castello di Obata, ma la mattina seguente la situazione cambiò molto rapidamente. Ikeda Tsuneoki guidò un attacco al castello di Iwasaki ma fu respinto. Il furioso Tsuneoki lanciò così un altro assalto totale al castello. Anche se i difensori si batterono con coraggio, il castello cadde. La guarnigione del castello, guidata da Niwa Ujitsugu del clan Niwa, ebbe circa 300 morti incluso il fratello di Ujitsugu, Niwa Ujishige.
Durante la battaglia Mori Nagayoshi, Hori Hidemasa e Hidetsugu fermarono le loro forze nelle attuali città di Owariasahi, Nagakute e Nisshin in attesa di scontrarsi con Ieyasu.

### Battaglia di Hakusanmori
Nel momento in cui Ikeda Tsuneoki fu inizialmente respinto al castello di Iwasaki, Toyotomi Hidetsugu mosse le sue forze a Hakusanmori (oggi Owariasahi) per riposarsi, ma fu qui che incontrò le forze di Ieyasu e Sakakibara Yasumasa. La retroguardia di Hidetsugu andò in frantumi e fu messa in rotta da un attacco a sorpresa di Ieyasu. Hidetsugu stesso riuscì a fuggire per miracolo.
Fu in questa battaglia che molti membri del clan Kinoshita, tra cui Kinoshita Sukehisa, morirono.

### Battaglia di Hinokigane
Successivamente alla battaglia di Hakusanmori, Tokugawa fortificò il monte Komaki, creando una situazione di stallo. Così Ikeda Tsuneoki, uno dei comandanti di Toyotomi Hideyoshi, decise di iniziare le incursioni nella vicina provincia di Mikawa con un'armata di 22 000 uomini. Tokugawa previse questa mossa e guidò una forza all'inseguimento delle forze di Tsuneoki. Mizuno Tadashige guidò la retroguardia Tokugawa contro le forze Ikeda e il rumore della battaglia allertò Hori Hidemasa, a capo di una delle divisioni di Hideyoshi.
Hidemasa cercò di portare aiuto ai suoi alleati, prendendo posizione su una collina nei pressi di Nagakute. Gli uomini di Mizuno attaccarono ma furono respinti con pesanti perdite e caricati furiosamente dalle truppe di Hidemasa che divise in due tronconi lo schieramento Tokugawa. Proprio in quel momento arrivò il grosso dell'esercito comandato da Ieyasu alle spalle di Hidemasa che mise in rotta velocemente i samurai Toyotomi.
Nel frattempo anche le divisioni di Ikeda e Mori erano tornate indietro, marciando verso il rumore della battaglia di Nagakute. Ieyasu distribuì il suo contingente di 9 000 uomini circa in due divisioni, assumendo il comando del fianco destro con circa 3 000 uomini e dando a Ii Naomasa il comando di quello sinistro con 3 000 dei suoi "diavoli rossi". La riserva fu affidata a Oda Nobukatsu con i suoi 3 000 effettivi.
Di fronte a loro, Ikeda Tsuneoki divideva le proprie truppe di 9 000 uomini lasciando il comando dell’ala destra (4 000 uomini) ai due figli Terumasa e Yukisuke, mentre sulla sinistra schierava i 3 000 di Mori Nagayoshi e poneva i propri 2 000 di riserva, comandati da lui stesso.

### Battaglia di Nagakute

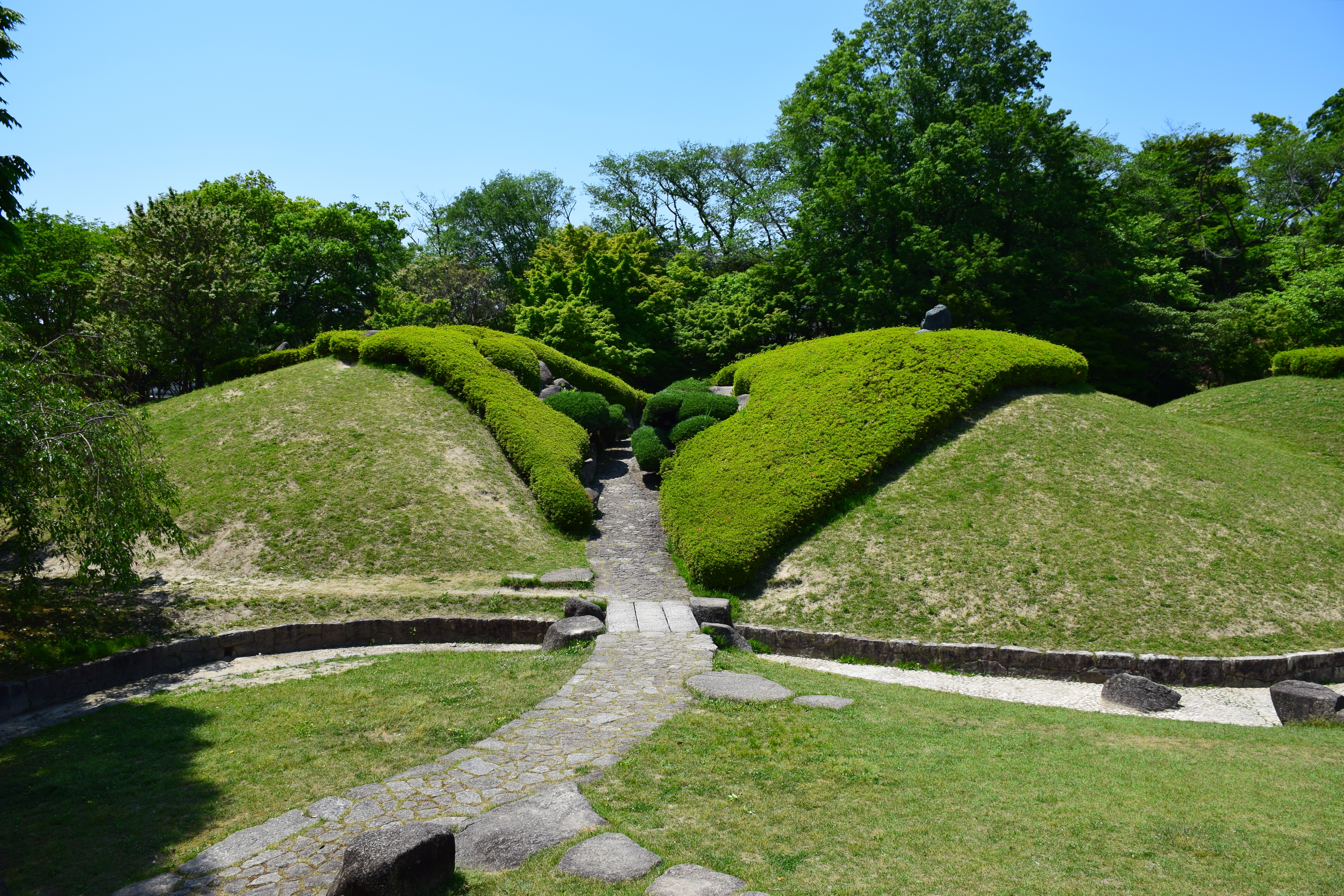
parco storico di Nagakute

La battaglia iniziò quando gli uomini di Ikeda aprirono il fuoco con i loro archibugi sulle truppe del clan Ii delle forze Tokugawa. Mori Nagayoshi aspettò che Ieyasu mandasse rinforzi al fianco sinistro per poterlo poi colpire aggirandolo sul fianco. Tuttavia Tokugawa attaccò frontalmente con ferocia. Mori Nagayoshi, nel tentativo di galvanizzare i suoi uomini che iniziavano a vacillare, cavalcò col proprio stendardo davanti alle proprie linee e fu ucciso da un colpo di archibugio. Nobukatsu ne approfittò e caricò sul fianco le linee rimaste senza comandante. Tsuneoki mandò rinforzi sulle linee sinistre traballanti ma arrivarono in ritardo e furono anche loro messe in rotta. Nobukatsu a quel punto puntò sulle poche truppe rimaste di riserva comandate da Tsuneoki in persona. Tsuneoki e suo figlio Yukisuke persero la vita mentre l'altro figlio Terumasa riuscì a ritirarsi.
A battaglia terminata raggiunsero il campo di battaglia i rinforzi di Hideyoshi che erano stati efficacemente rallentati da Honda Tadakatsu. Ieyasu decise di ritirarsi, non volendo rischiare ulteriori vittime, e tornò a Komaki.

## Conseguenze
Con Ieyasu saldamente trincerato nei suoi castelli Hideyoshi decise nei mesi seguenti di attaccare le terre di Oda Nobukatsu nella provincia di Ise. Occupò gran parte delle province di Ise, Iga e Mino, territori che gli garantivano un notevole vantaggio materiale. Da una posizione di forza Hideyoshi riuscì a concludere una pace prima con Nobukatsu e successivamente con Ieyasu.

## Nome della battaglia
Durante il periodo Edo, le pubblicazioni dello shogunato Tokugawa si riferivano a queste battaglie come  Battaglia di Komaki (小牧陣?, Komaki no Jin). Tuttavia ci furono altri documenti che le riferivano come Battle di Iwasakiguchi (岩崎口の戦い?, Iwasakiguchi no Tatakai). Queste avvennero dove i combattimenti di Nagakute furono chiamati  Battaglia di Nagakute (長久手合戦?, Nagakute Gassen). 
Durante il rinnovamento Meiji tutte queste battaglie vennero unificate come battaglia di Komaki e Nagakute (小牧・長久手の役?, Komaki-Nagakute no Eki).